# Aeroportul North Spirit Lake
Aeroportul North Spirit Lake (IATA: YNO) este un aeroport din Ontario, Canada. Aeroportul a fost tranzitat în 2021 de 1.036 de pasageri.
Situat la o altitudine de 330 m, aeroportul dispune de o singură pistă. Este operat de Government of Ontario⁠(d).